# SMS S 52
S 52 – niemiecki niszczyciel z okresu I wojny światowej. Czwarta jednostka typu S 49. Okręt wyposażony w trzy kotły parowe opalane ropą. Zapas paliwa 252 tony. W 1918 roku internowany w Scapa Flow. Zatopiony przez załogę 21 czerwca 1919 roku. Złomowany w 1924 roku.